# Madame Butterfly (1932)
Madame Butterfly ist eine US-amerikanische Literaturverfilmung von Marion Gering aus dem Jahr 1932. Grundlage des Films ist das gleichnamige Drama von David Belasco, das auch Grundlage für Giacomo Puccinis Oper Madama Butterfly war.

## Handlung
Cho-Cho San muss nach dem Selbstmord ihres Vaters, eines Samurai, dazu beitragen, die Familie zu ernähren. Sie wird in Nagasaki zu einer Geisha ausgebildet und erhält schnell die Aussicht auf die Heirat mit einem bedeutenden Mitglied der Oberschicht. Sie soll diesem Herrn kurze Zeit später zum ersten Mal allein begegnen. An jenem Tag ist auch der junge Leutnant B. F. Pinkerton zum ersten Mal in Nagasaki und begleitet seinen Freund Barton zu eben jenem Haus, in dem Cho-Cho San als Geisha arbeitet. Pinkerton verliebt sich in die junge Frau, vergrault durch seine Anwesenheit jedoch prompt ihren potenziellen zukünftigen Ehemann. Mehr aus Gewissensbissen denn aus Überzeugung heiratet Pinkerton Cho-Cho San, schwört jedoch, ihr bis zum Tod treu zu sein.
Einige Wochen später – Cho-Cho San hat die Zeit verbracht, Pinkerton eine ideale und gehorsame Ehefrau zu sein – findet sie nicht nur ein Foto der schönen Adelaide in Pinkertons Koffer, sondern erfährt auch eher durch Zufall, dass Pinkertons Flotte Nagasaki am nächsten Tag verlassen wird. Pinkerton verspricht, im Frühjahr zu ihr zurückzukehren.
Das Frühjahr kommt und Cho-Cho San wird Mutter eines kleinen Jungen, von dessen Existenz der Vater Pinkerton jedoch nichts weiß. Sie wartet auf ihn, doch kommt er nicht zurück. Nach zwei weiteren Jahren wendet sich Cho-Cho San an den amerikanischen Konsul. Der weiß, dass Pinkerton inzwischen mit Adelaide verheiratet ist, verschweigt dies jedoch. Er fordert Pinkerton per Telegramm auf, beim demnächst anstehenden Landgang in Nagasaki zu ihm zu kommen.
Cho-Cho San ist hocherfreut, als sie von der Ankunft Pinkertons in Nagasaki erfährt. Der jedoch ist mit Adelaide nach Japan gekommen und ahnt nichts von der Sehnsucht seiner ersten Ehefrau. Cho-Cho San bleibt die ganze Nacht am Fenster und wartet auf ihn. Erst am nächsten Tag erscheint er auf Drängen des Konsuls bei ihr, um sich endgültig von ihr zu trennen. Sie verschweigt ihm, dass er einen Sohn hat. Nachdem Pinkerton gegangen ist, lässt Cho-Cho San ihren Sohn zu ihrem Großvater bringen, wo er wie ihr Vater zum Samurai ausgebildet werden soll. Anschließend ersticht sie sich mit eben jener Klinge, mit der auch schon ihr Vater Selbstmord begangen hat.

## Produktion
Madame Butterfly entstand auf Grundlage des Dramas Madame Butterfly von David Belasco, der wiederum eine Geschichte von John Luther Long dramatisierte. Auf Grundlage des Dramas verfassten Josephine Lovett und Joseph Moncure March ihr Drehbuch für den Film. Obwohl nur lose Bezüge zur Oper von Puccini bestehen und fast nicht gesungen wird, sind Teile des Films mit Musik der Oper unterlegt.
Madame Butterfly erlebte am 30. Dezember 1932 seine Premiere.
Die deutsche Erstaufführung erfolge am 18. August 1933 in Berlin.

## Kritik
Der filmdienst kritisierte Madame Butterfly als „dialoglastig adaptierte Tragödie“:

„Cary Grant spielt den ‚Womanizer‘, der mit seiner naiven Art die kulturellen Eigenheiten der Japaner ignoriert und letztlich einen unsympathischen Frauenhelden abgibt. Der Film bedient sich zwar der dramatischen Musik Puccinis, gewichtet ansonsten das Rollengefüge jedoch so, dass die dezidierte Nebenrolle Pinkerton mehr ins Zentrum rückt. Dramaturgisch zelebriert er das tragisch endende Melodram, untermauert mit kitschig-gefälligen Exotismen.“